# Raemerhei (Ort)
Raemerhei (Raimerhei) ist eine osttimoresische Siedlung im Suco Hautoho (Verwaltungsamt Remexio, Gemeinde Aileu).

## Geographie
Der Weiler (Bairo) Raemerhei liegt im Nordwesten der Aldeia Raemerhei in einer Meereshöhe von 1042 m auf einem Bergrücken. Südlich fließt der Coioial, nördlich ein Zulauf des Flusses. Die Flüsse gehören zum System des Nördlichen Laclós. Die Straße, die durch den Weiler führt, verbindet Raemerhei mit seinen Nachbarorten Modlo im Westen und Klinkeon im Osten.